# Вигадана Анна
«Вигадана Анна» (англ. Inventing Anna) — американський драматичний серіал, який створила та спродюсувала Шонда Раймс, заснований на статті Джессіки Пресслер в New York Magazine «Як Анна Делві обдурила тусовщиків Нью-Йорка». Прем'єра серіалу відбулася 11 лютого 2022 року на Netflix.

## Актори і персонажі
| Актор              | Роль         |
| ------------------ | ------------ |
| Джулія Гарнер      | Анна Делві   |
| Анна Кламскі       | Вів'єн Кент  |
| Кеті Лоус          | Рейчел       |
| Лаверн Кокс        | Кейсі Дьюк   |
| Алексіс Флойд      | Нефф         |
| Аріан Моаєд        | Тодд         |
| Андерс Голм        | Джек         |
| Анна Деавер Сміт   | Мод          |
| Джефф Перрі        | Лу           |
| Террі Кінні        | Баррі        |
| Дженніфер Еспозіто | Талія Маллей |

## Український дубляж
- Марина Локтіонова — Анна Делві
- Світлана Шекера — Вів'єн Кент
- Роман Семисал — Тодд Сподек
- Катерина Буцька — Рейчел Делош Вільямс
- Еліна Сукач — Нефф
- Дмитро Гаврилов — Джек
- Ольга Радчук — Мод
- Михайло Войчук — Лу
- Олександр Шевчук — Беррі
- Наталія Ярошенко — Кейсі Д'юк
- Дмитро Вікулов — Пол Гадсон
- Людмила Петриченко — Кетрін Макко
- Роман Солошенко — Лендон Блум
- Наталія Романько-Кисельова — Маргарет, Брайс, Міра
- Тамара Морозова — Нора Редфорд
- Ірина Дорошенко — Суддя Кісел
- Євген Шекера — Чейз Сікорскі
- Олександр Погребняк — Вел Борон
- Вячеслав Скорик — Ной
- Діана Кузьмінова — Джулія Рід
- Ярослав Чорненький — Вадим Сорокін
- Наталія Поліщук — Світлана Сорокіна
- Аліса Балан — Талія Меллей
- Вячеслав Хостікоєв — Рафаель
- Євгеній Лісничий — Лікар Ендрю Міллікен

- А також: Ірина Дорошенко, Олена Борозенець, Ольга Радчук, Олександр Шевчук, Едуард Кіхтенко, Марія Єременко, Олександр Чернов, Аліна Проценко, Анна Дончик, Павло Лі

Серіал дубльовано студією «Postmodern» на замовлення компанії «Netflix».
- Перекладачка — Марина Хижнякова
- Режисерка дубляжу — Світлана Шекера
- Звукооператор, спеціаліст зі зведення звуку — Богдан Єрьоменко
- Менеджерка проєкту — Валерія Антонова

## Список серій
| № | # | Назва                                              | Режисер                | Сценарист                            | Перший ефір у США |
| --- | - | -------------------------------------------------- | ---------------------- | ------------------------------------ | ----------------- |
| 1 | 1 | «Життя VIP-персони» «Life of a VIP»                | Девід Франкель         | Шонда Раймс                          | 11 лютого 2022    |
| Журналістка Вів’єн Кент ігнорує супротив редактора й вивчає справу Анни Делві, що вдавала із себе багату спадкоємицю з Німеччини й нині потрапила за ґрати через крадіжку. |   |                                                    |                        |                                      |                   |
| 2 | 2 | «Несвята Анна» «The Devil Wore Anna»               | Том Веріка             | Метт Бірн                            | 11 лютого 2022    |
| Відпочинок на кораблі біля Ібіси, апартаменти на Тижні моди в Парижі: колишні друзі Анни розкривають Вів’єн усе більше подробиць про її гламурне життя.                    |   |                                                    |                        |                                      |                   |
| 3 | 3 | «Усе й відразу» «Two Birds, One Throne»            | Дейзі фон Шерлер Майєр | Джесс Браунелл                       | 11 лютого 2022    |
| Анна незадоволена Вів’єн, яка саме шукає тих, хто допоміг би з’ясувати сумнівні обставини. Ситуацію прояснюють Чарльз, колишній хлопець Анни, і успішна підприємниця Нора. |   |                                                    |                        |                                      |                   |
| 4 | 4 | «Вовк у розкішній шкурі» «A Wolf in Chic Clothing» | Девід Франкель         | Еббі Аджайі                          | 11 лютого 2022    |
| Вів’єн намагається з’ясувати, як Анна переконала впливового адвоката з Манхеттену Алана Ріда допомогти їй здобути мільйони для фінансування сміливої бізнес-ідеї.          |   |                                                    |                        |                                      |                   |
| 5 | 5 | «Час виселення» «Check Out Time»                   | Еллен Курас            | Керолін Інгбер Левінскі, Еббі Аджайі | 11 лютого 2022    |
| Старий обман вибиває Вів’єн із рівноваги. Вона з’ясовує деталі перебування Анни в розкішному готелі, де та завела дружбу з його працівницею Нефф, яку балувала чайовими.   |   |                                                    |                        |                                      |                   |
| 6 | 6 | «Друзі з низів» «Friends in Low Places»            | Нзінгха Стюарт         | Джесс Браунелл                       | 11 лютого 2022    |
| Вів’єн отримує відеозаписи провальної поїздки Анни до Марокко. Екстравагантний відпочинок із Рейчел, Кейсі й оператором більше схожий на хаос.                             |   |                                                    |                        |                                      |                   |
| 7 | 7 | «Оплата після доставки» «Cash on Delivery»         | Нзінгха Стюарт         | Еббі Аджайі                          | 11 лютого 2022    |
| Через тиск щодо швидшої здачі статті з боку редактора і наближення власних пологів Вів’єн поспішає зв’язатися з Рейчел, щоб вислухати її версію про фіаско в Марракеші.    |   |                                                    |                        |                                      |                   |
| 8 | 8 | «Не по кишені» «Too Rich for Her Blood»            | Том Веріка             | Ніколас Нардіні                      | 11 лютого 2022    |
| Після виходу статті Вів’єн копає далі в пошуках правди про те, що лишилося без відповіді: яким було дитинство Анни в Німеччині й що сталось у готелі «Chateau Marmont».    |   |                                                    |                        |                                      |                   |
| 9 | 9 | «Небезпечна близькість» «Dangerously Close»        | Еллен Курас            | Метт Бірн                            | 11 лютого 2022    |
| Анна мучить усіх своїми забаганками щодо одягу, у якому має постати перед судом. Рейчел дає свідчення. Тодд, адвокат із захисту Анни, умовляє її співпрацювати.            |   |                                                    |                        |                                      |                   |

## Виробництво

### Розробка
У червні 2018 року було оголошено, що Netflix і ShondaLand придбали в New York Magazine статтю Джессіки Пресслер «Як Анна Делві обдурила тусовщиків Нью-Йорка», перетворивши її за допомогою продюсерки і сценаристки Шонди Раймс, а також Бетсі Бірс, в телесеріал. Девід Франкель буде режисером і виконавчим продюсером двох епізодів серіалу, включаючи перший.

### Екранізація
Знімальний період розпочався у жовтні 2019 року.

## Демонстрація
Анна Сорокіна стала персонажкою телесеріалу «Вигадана Анна», який вийшов 11 лютого 2022 року на стрімінговому сервісі Netflix. Права на екранізацію історії Сорокіної належать Шонді Раймс.
На думку критики, при всіх своїх недоліках «Вигадана Анна» має всі шанси на те, щоб стати новим хітом Netflix.